# Otto von Moltke
Otto Magnus Ludwig Gerhard Graf von Moltke von Rantzau (13 de agosto de 1851, Lauenburg, Dinamarca - 13 de enero de 1881, Morro Solar, Perú), conocido como Otto von Moltke, fue un militar germano-danés que luchó en la guerra franco-prusiana en 1870 y, después de emigrar a Chile en 1876, en la guerra del Pacífico en 1879. Murió en la batalla de Chorrillos en 1881, durante esta última guerra.